# Eterato de trifluoreto de boro
Eterato de trifluoreto de boro é o  composto químico com a fórmula BF3O(C2H5)2, frequentemente abreviado na literatura como BF3OEt2. Apresenta-se como um líquido incolor, embora amostras mais antigas possam apresentar coloração castanha. O composto é usado como uma fonte de trifluoreto de boro em muitas reações que requerem um ácido de Lewis. O composto apresenta boro tetraédrico coordenado com um ligando de éter dietílico. Muitos análogos são conhecidos, incluindo o complexo de metanol.

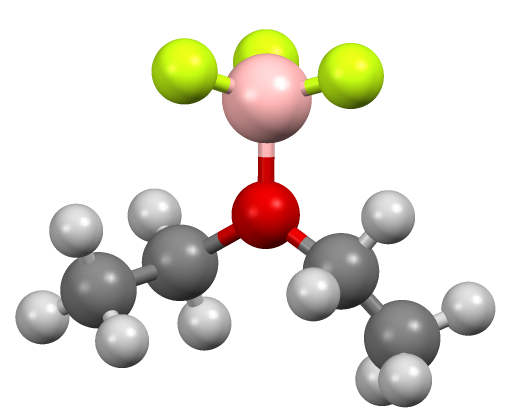
Estrutura do eterato de BF3.
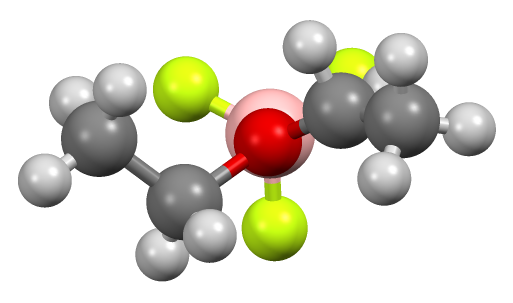
Estrutura do eterato de BF3, visto para baixo ligação O-B.

## Reações
Serve como uma fonte de trifluoreto de boro via o equilíbrio:
BF3OEt2 ⇌ BF3  +  OEt2
O BF3 se liga a bases de Lewis fracas, induzindo reações dos adutos resultantes  com nucleófilos.